# Setulina prima
Setulina prima är en tvåvingeart som beskrevs av Malloch 1926. Setulina prima ingår i släktet Setulina och familjen lövflugor.
Artens utbredningsområde är Guatemala. Inga underarter finns listade i Catalogue of Life.